# Масса
Масса (італ. Comune di Massa) — місто та муніципалітет в Італії, адміністративний центр провінції Масса-Каррара в регіоні Тоскана.
Масса розташована на відстані близько 310 км на північний захід від Рима, 95 км на захід від Флоренції.
Населення — 69 836 осіб (2014).

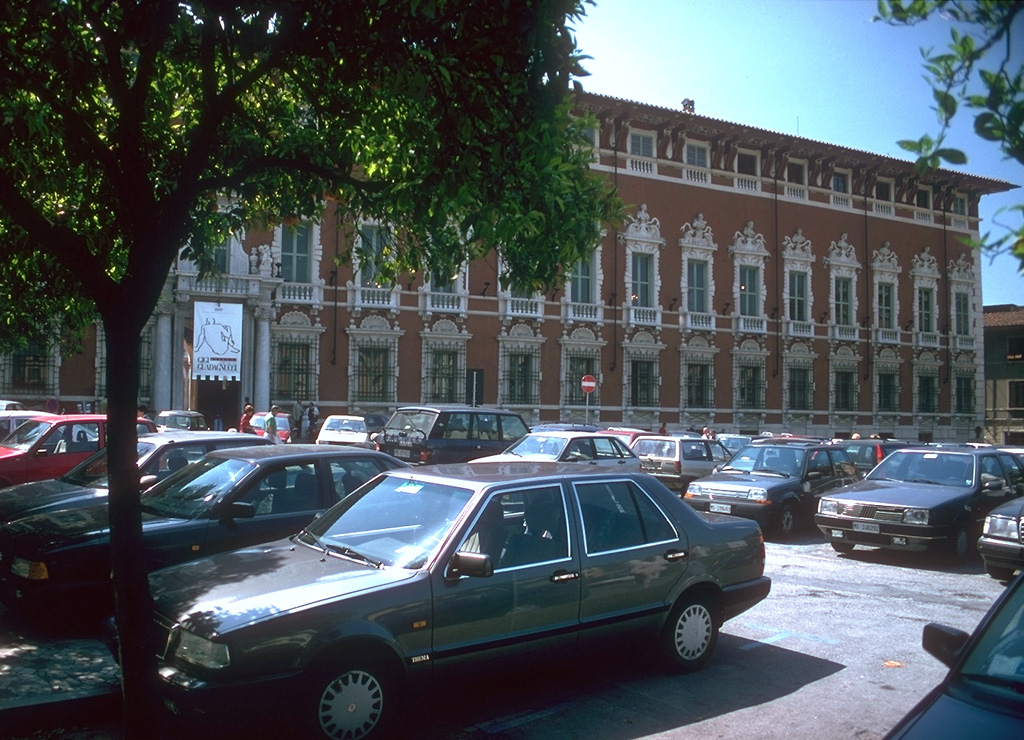

Щорічний фестиваль відбувається 4 жовтня. Покровитель — Святий Франциск Ассізький.

## Демографія
Населення за роками:

Станом на 1 січня 2023 року в муніципалітеті офіційно проживало 4297 іноземців з 105 країн, серед них 1692 громадяни країн Євросоюзу та 99 громадян України.

## Уродженці
- Фабріціо Лор'єрі (*1964) — італійський футболіст, воротар, згодом — футбольний тренер.

- Альберіго Евані (*1963) — відомий у минулому італійський футболіст, півзахисник, згодом — футбольний тренер.
- Роберто Муссі (*1963) — відомий у минулому італійський футболіст, захисник, згодом — футбольний тренер.
- Джованні Франчіні (*1963) — відомий у минулому італійський футболіст, захисник.
- Роберто Дзанетті (*1956) — італійський співак, композитор і автор текстів.

## Сусідні муніципалітети
- Каррара
- Фівіццано
- Мінуччано
- Монтіньозо
- Серавецца
- Стаццема
- Вальї-Сотто